# Consecuencias de la peste negra

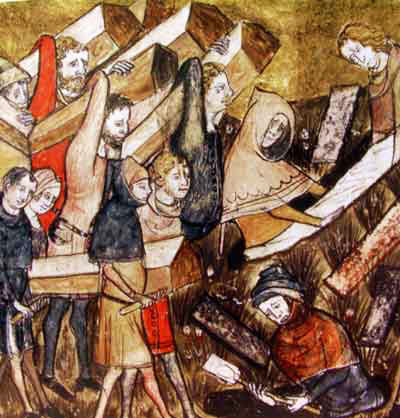
Ciudadanos de Tournai entierran a las víctimas de la peste. Detalle de una miniatura de «Las crónicas de Gilles Li Muisis» (1272-1352). Bibliothèque royale de Belgique, MS 13076-77, f. 24v.

Las consecuencias de la peste negra incluyeron una serie de trastornos religiosos, sociales y económicos que tuvieron profundos efectos en el curso de la historia europea. La peste negra fue una de las epidemias más devastadoras en la historia de la humanidad que alcanzó su punto máximo en Europa entre los años 1347 y 1351. Redujo la población mundial de un total estimado de 1000 millones a entre 800 y 900 millones. Se necesitaron 110 años, y en algunas áreas más de 200 años, para que la población de Europa se recuperase. 
Desde la perspectiva de muchos de los supervivientes; sin embargo, el impacto después de la plaga fue mejor de lo esperado, ya que el trabajo tenía una mayor demanda. Hilton ha argumentado que los campesinos ingleses que sobrevivieron encontraron que su situación había mejorado mucho. Para los campesinos ingleses, el siglo XV fue una época dorada de prosperidad y nuevas oportunidades. La tierra era abundante, los salarios elevados y la servidumbre casi había desaparecido. Un siglo más tarde, cuando se reanudó el crecimiento de la población, los campesinos volvieron a enfrentarse a la privación y el hambre. 88

La difusión de la "Muerte Negra" de 1347 a 1351 a través de Europa

## Peaje de la muerte
Las cifras del número de muertos varían ampliamente según el área y la fuente a medida que salen a la luz nuevas investigaciones y descubrimientos. Mató a entre 75 y 200 millones de personas en el siglo XIV.

### Europa
Sólo son posibles estimaciones aproximadas sobre el número total de muertes por esta plaga. Las estimaciones modernas oscilan entre aproximadamente de un tercio a la mitad de la población total durante el período de cuatro años desde 1347 hasta 1351 y en las áreas más gravemente afectadas hasta el 60% de la población. Jean Froissart calculó que el costo era un tercio menos de una evaluación precisa que una alusión al Libro de Apocalipsis con la intención de sugerir el alcance de la plaga.
Las muertes no se distribuyeron equitativamente por toda Europa ya que algunas áreas se vieron muy poco afectadas, mientras que otras fueron prácticamente despobladas.  La Peste negra golpeó desproporcionadamente la cultura de las zonas urbanas, aunque las áreas rurales, donde vivía la mayoría de la población, también se vieron significativamente afectadas.
Las más grandes fueron las más perjudicadas, ya que la densidad de población y la cercanía de las viviendas facilitaron la transmisión de enfermedades. Las ciudades también eran sorprendentemente sucias, infestadas de piojos, pulgas y ratas, y estaban sujetas a enfermedades causadas por la desnutrición y la falta de higiene. En Italia, la población de Florencia se redujo de 110 000 o 120 000 habitantes en 1338 a 50 000 en 1351. Entre el 60% y el 70% de la población de Hamburgo y Bremen murió. En Provenza, Dauphiné y Normandía los historiadores observaron una disminución del 60% de los focos fiscales. En algunas regiones, dos tercios de la población fue aniquilada. En la ciudad de  Givry, en la región de Bourgogne en Francia, un fraile, que solía celebrar de 28 a 29 funerales por año, registró 649 muertes en 1348, la mitad de ellas en septiembre. Aproximadamente la mitad de la población de Perpiñán murió en varios meses y solo dos de los ocho médicos sobrevivieron a la peste. Más del 60% de la población de Noruega murió de 1348 a 1350. Londres pudo haber perdido dos tercios de su población durante el brote de 1348-49. Inglaterra perdió el 70% de su población, que disminuyó de 7 millones antes de la peste, a 2 millones en 1400.
Algunas áreas rurales, especialmente en el este de Polonia y Lituania, tenían poblaciones tan bajas y estaban tan aisladas que la plaga progresó poco. Partes de Hungría y, en la Bélgica moderna, las regiones de  Brabante, Hainaut y Limbourg, así como Santiago de Compostela, no se vieron afectadas por razones desconocidas. Algunos historiadores han asumido que la presencia de grupos sanguíneos resistentes en la población local les ayudó a resistir la enfermedad, aunque estas regiones se verían afectadas por el segundo brote de peste en 1360-63 y más tarde durante los numerosos resurgimientos de la peste. Otras áreas que escaparon a la plaga fueron regiones montañosas aisladas, como ocurrió en los Pirineos.
Todas las clases sociales se vieron afectadas, aunque las clases más bajas, que vivían juntas en lugares insalubres, eran las más vulnerables. El rey  Alfonso XI fue el único monarca europeo que murió por la peste, pero Pedro IV de Aragón perdió a su esposa, a su hija y a su sobrina en seis meses.  Juana de Inglaterra, hija de  Eduardo III, murió en Burdeos camino a Castilla para casarse con Pedro, el hijo de Alfonso. El emperador bizantino perdió a su hijo, mientras que en el reino de Francia,  Juana de Navarra, hija de  Luis X «el obstinado» y de  Margarita de Borgoña, murió a causa de la peste, así como Bona de Luxemburgo, la esposa del futuro rey Juan II de Francia.
Además, los resurgimientos de la peste en años posteriores también se pueden contar: entre 1360 y 62 hubo una «pequeña mortalidad», como en 1366-69, 1374-75, 1400, 1407 y más aún. La peste no fue erradicada hasta el siglo XIX.

### Asia
Las estimaciones del impacto demográfico de la peste en Asia se basan tanto en las cifras de población durante este tiempo como en las estimaciones del número de víctimas de la enfermedad en los centros de población. El brote más severo de peste en la provincia china de Hubei en 1334 provocó el deceso de hasta el ochenta por ciento de la población. China tuvo varias epidemias y hambrunas de 1200 a 1350 y su población disminuyó de un estimado de 125 millones a 65 millones a finales del siglo XIV.
El impacto demográfico preciso de la enfermedad en el Medio Oriente es muy difícil de calcular. La mortalidad fue particularmente alta en las zonas rurales, incluidas áreas importantes de Gaza y Siria. Mucha gente rural huyó, dejando sus campos y cultivos, y se tiene registro de que algunas provincias rurales quedaron enteramente despobladas.
Los registros que sobreviven en algunas ciudades revelan un número devastador de muertes. El brote de 1348 en Gaza dejó un estimado de 10.000 personas muertas, mientras que Alepo registró una tasa de mortalidad de 500 personas por día durante el mismo año. En Damasco, en el pico de la enfermedad ocurrido en septiembre y octubre de 1348, se registraron mil muertes cada día, con una mortalidad general estimada de entre el 25 y 38 por ciento. Siria perdió un total de 400.000 personas en el momento en que la epidemia disminuyó en marzo de 1349. En contraste con algunas estimaciones de mortalidad más altas en Asia y Europa, académicos como John Fields del Trinity College en Dublín creen que la tasa de mortalidad en Medio Oriente era menor que un tercio de la población total, con tasas más altas en áreas seleccionadas.

## Efectos sociales, ambientales y económicos
Debido a que los curanderos del siglo XIV no sabían explicar la causa de la peste negra, los europeos recurrieron a las fuerzas astrológicas, los terremotos y el envenenamiento de los pozos por parte de los  judíos como posibles razones para el surgimiento de la peste. Nadie en el siglo XIV consideraba que el control de ratas fuera una forma de evitar la plaga, y la gente comenzó a creer que solo la ira de Dios podía producir exhibiciones tan horribles. Giovanni Boccaccio, un escritor y poeta italiano del siglo XIV, cuestionó si fue enviado por Dios para su corrección, o que vino a través de la influencia de los cuerpos celestes. Los cristianos acusaron a los judíos de envenenar el suministro público de agua en un esfuerzo por arruinar la civilización europea. La difusión de este rumor condujo a la destrucción completa de pueblos judíos enteros y fue causado simplemente por la sospecha de parte de los cristianos, quienes notaron que los judíos habían perdido menos vidas, debido a su mayor higiene. En febrero de 1349, 2000 judíos fueron asesinados en Estrasburgo. En agosto del mismo año, las comunidades judías de Mainz y  Colonia fueron exterminadas.
En lo que respecta a las autoridades gubernamentales, la mayoría de los monarcas establecieron medidas que prohibían las exportaciones de alimentos, condenaron a los especuladores del mercado negro, establecieron controles de precios sobre los cereales y proscribieron la pesca a gran escala. En el mejor de los casos, demostraron ser inaplicables. En el peor de los casos, contribuyeron a una espiral descendente en todo el continente. Las tierras más afectadas, como Inglaterra, no pudieron comprar grano en el extranjero, de Francia, debido a la prohibición y de la mayoría del resto de los productores de grano debido a las malas cosechas por escasez de mano de obra. Cualquier grano que pudiera enviarse finalmente era capturado por piratas o saqueadores para venderlo en el mercado negro. Mientras tanto, muchos de los países más grandes, especialmente Inglaterra y Escocia, habían estado en guerra y agotaron gran parte de su tesorería,  exacerbando la inflación. En 1337, en la vísperas de la primera oleada de la peste negra, Inglaterra y Francia fueron a la guerra en lo que se conocería como la Guerra de los Cien Años. La desnutrición, la pobreza, las enfermedades y el hambre, junto con la guerra, la creciente inflación y otras preocupaciones económicas allanaron el terreno en Europa a mediados del siglo XIV para la tragedia.
Europa había sido superpoblada antes de la peste y una reducción del 30% al 50% de la población podría haber dado lugar a salarios más altos y más tierras y alimentos disponibles para los campesinos debido a la menor competencia por los recursos. El historiador Walter Scheidel sostiene que las oleadas de peste después del estallido inicial de la Peste Negra tuvieron un efecto nivelador que cambió la proporción de tierra a mano de obra, reduciendo el valor de la primera e incrementando la de la segunda, lo que redujo la desigualdad económica al hacer menos ricos a los terratenientes y empleadores, al tiempo que mejora la situación de los trabajadores. Afirma que la mejora observada en los niveles de vida de la población trabajadora se originó en el sufrimiento y la muerte prematura de decenas de millones en el transcurso de varias generaciones. Este efecto nivelador fue revertido por una recuperación demográfica que desembocó en una renovada presión demográfica. En 1357, un tercio de la propiedad en Londres no se usó debido a un brote severo en 1348-49. Sin embargo, por razones que aún se debaten, los niveles de población disminuyeron después del primer brote de la Muerte Negra hasta alrededor de 1420 y no comenzaron a aumentar hasta 1470 por lo que el evento inicial de Muerte Negra por sí solo no proporciona una explicación satisfactoria a este extendido período de disminución de la prosperidad.

### Impacto en los campesinos
La gran pérdida de población trajo resultados favorables para los campesinos supervivientes en Inglaterra y Europa occidental. Hubo una mayor movilidad social ya que la despoblación erosionó aún más las ya debilitadas obligaciones de los campesinos de permanecer en sus propiedades tradicionales. Señorialismo nunca recuperado. La tierra era abundante, los salarios elevados y la servidumbre casi había desaparecido. Era posible moverse y elevarse más alto en la vida. Los hijos y las mujeres más jóvenes se beneficiaron especialmente. Sin embargo, a medida que el crecimiento de la población se reanudó, los campesinos se enfrentaron de nuevo a la privación y la hambruna.
En Europa del Este, en cambio, la renovada severidad de las leyes afectó a la población campesina restante, más estrechamente que nunca, a través de la servidumbre. La escasamente poblada Europa oriental se vio menos afectada por la Peste Negra y, por lo tanto, las revueltas campesinas fueron menos comunes en los  siglos XIV y XV y no ocurrieron en el este hasta los  siglos XVI al XIX.
Además, la gran reducción de la población causada por la plaga trajo precios más baratos de la tierra, más alimentos para el campesino medio y un aumento relativamente grande en el  ingreso per cápita entre los campesinos, si no de manera inmediata, en el siguiente siglo. Dado que la plaga dejó vastas áreas de tierras de cultivo sin atender, se pusieron a disposición para pastos y poner más carne en el mercado; el consumo de carne y productos lácteos aumentó, al igual que la exportación de carne y mantequilla de los Países Bajos, Escandinavia y el norte de Alemania. Sin embargo, la clase alta a menudo intentó detener estos cambios, inicialmente en Europa Occidental, y con más fuerza y éxito en Europa del Este, al instituir leyes suntuarias. Estas regulaban lo que la gente, particularmente de la clase campesina, podía usar para que los nobles pudieran asegurar que los campesinos no comenzaran a vestirse y actuar como un miembro de clase más alta con su riqueza incrementada. Otra táctica fue fijar los precios y los salarios para que los campesinos no pudieran exigir más con un valor cada vez mayor. En Inglaterra, se aplicó el «Estatuto de los Obreros» en 1351, lo que significa que ningún campesino podría pedir más salario que en 1346. Esto se cumplió con un éxito variable dependiendo de la cantidad de rebelión que inspiró; tal ley fue una de las causas de la revuelta campesina de 1381 en Inglaterra.
El rápido desarrollo de la «ley del uso» fue probablemente una de las consecuencias de la Peste Negra durante la cual muchas noblezas terratenientes murieron, dejando su propiedad a sus viudas y huérfanos menores.

### Impacto en los trabajadores urbanos
A raíz de la drástica disminución de la población provocada por la peste, los salarios aumentaron y los trabajadores pudieron mudarse a nuevas localidades en respuesta a las ofertas salariales. Las autoridades locales y reales en Europa Occidental instituyeron controles salariales. Estos controles gubernamentales buscaron congelar los salarios en los niveles anteriores antes de la Peste Negra. Dentro de Inglaterra, la «Ordenanza de Obreros» promulgada en 1349, y el «Estatuto de los Obreros» promulgado en 1351, restringió tanto los aumentos salariales como la reubicación de los trabajadores. Si los trabajadores intentaban abandonar su puesto actual, los empleadores tenían derecho a que los encarcelaran. El Estatuto se aplicó poco en la mayoría de las áreas y los salarios agrícolas en Inglaterra se duplicaron en promedio entre 1350 y 1450,  aunque permanecieron estáticos a partir de entonces hasta el final del siglo XIX.
Ferdinand Cohn, comparando numerosos países, argumenta que estas leyes no fueron diseñadas principalmente para congelar los salarios. En cambio, dice que las enérgicas medidas locales y reales para controlar los precios de los trabajadores y los artesanos fueron una respuesta a los temores de la élite sobre la avaricia y los posibles nuevos poderes de las clases inferiores que habían ganado nueva libertad. Cohn dice también que las leyes reflejan la ansiedad que siguió a los nuevos horrores de la peste negra y la destrucción en masa, y de la ansiedad de la élite sobre manifestaciones como el Movimiento de los Flagelantes y la persecución de  judíos,  catalanes y mendigos.

### Innovación que ahorra trabajo
En el año 1200, prácticamente toda la cuenca del Mediterráneo y la mayor parte del norte de Alemania habían sido deforestadas y cultivadas. La flora y la fauna indígenas fueron reemplazadas por pastos y animales domésticos y se perdieron bosques nacionales. Con la despoblación, este proceso se revirtió. Gran parte de la vegetación primigenia regresó, y los campos y pastos abandonados fueron reforestados.
Black Death alentó la innovación de tecnologías que ahorran mano de obra, lo que llevaba a una mayor productividad. Hubo un cambio en la agricultura de granos a la cría de animales. El cultivo de granos requería mucha mano de obra, pero la cría de animales solo necesitaba un pastor y algunos perros y pastizales.
La peste trajo un final de servidumbre en Europa occidental. El sistema señorial ya estaba en problemas, pero la peste negra aseguró su desaparición en gran parte de Europa occidental y central en 1500. La despoblación y la migración de la aldea a las ciudades causaron una aguda escasez de trabajadores agrícolas. Muchas aldeas fueron abandonadas. En Inglaterra, más de 1300 aldeas fueron abandonadas entre 1350 y 1500. Los salarios de los trabajadores eran altos, pero el aumento de los salarios nominales después de la Peste Negra se vio saturado por la inflación posterior a la peste, por lo que los salarios reales cayeron.
El trabajo era tan escaso que los  lores se vieron obligados a dar mejores condiciones de tenencia. Esto resultó en alquileres mucho más bajos en Europa occidental. En 1500, una nueva forma de tenencia llamada copyhold se hizo prevalente en Europa. En copyhold, tanto un señor como un campesino hicieron su mejor trato comercial, mediante el cual el campesino usó la tierra y el señor recibió un pago anual fijo y ambos poseían una copia del contrato de tenencia. La servidumbre no terminó en todas partes. Se demoró en partes de Europa occidental y se introdujo en Europa del Este después de la Peste Negra.
La peste trajo un final de servidumbre en Europa occidental. El sistema señorial ya estaba en problemas, pero la peste negra aseguró su desaparición en gran parte de Europa occidental y central en 1500. La despoblación y la migración de la aldea a las ciudades causaron una aguda escasez de trabajadores agrícolas. Muchas aldeas fueron abandonadas. En Inglaterra, más de 1300 aldeas fueron abandonadas entre 1350 y 1500. Los salarios de los trabajadores eran altos, pero el aumento de los salarios nominales después de la Peste Negra se vio saturado por la inflación posterior a la peste, por lo que los salarios reales cayeron.
El trabajo era tan escaso que los  lores se vieron obligados a dar mejores condiciones de tenencia. Esto resultó en alquileres mucho más bajos en Europa occidental. En 1500, una nueva forma de tenencia llamada copyhold se hizo prevalente en Europa. En copyhold, tanto un señor como un campesino hicieron su mejor trato comercial, mediante el cual el campesino usó la tierra y el señor recibió un pago anual fijo y ambos poseían una copia del contrato de tenencia. La servidumbre no terminó en todas partes. Se demoró en partes de Europa occidental y se introdujo en Europa del Este después de la Peste Negra.

Hubo un cambio en la ley de herencia. Antes de la plaga, solo los hijos y especialmente el hijo mayor heredaron la propiedad ancestral. Después de la  plaga todos los hijos e hijas comenzaron a heredar propiedades.

### Persecuciones
El fervor religioso renovado y el fanatismo surgieron a raíz de la Peste Negra. Algunos europeos atacaron a grupos como judíos, frailes, extranjeros, mendigos y peregrinos y  leprosos y romaníes  pensando que ellos tenían la culpa de la crisis.
Las diferencias en las prácticas culturales y de estilo de vida también condujeron a la persecución. Cuando la plaga barrió Europa a mediados del siglo XIV, que aniquiló a más de la mitad de la población, los judíos fueron tomados como  chivos expiatorios, en parte porque una mejor higiene entre las comunidades judías y el aislamiento en los guetos significaba que los judíos estaban menos afectados. Las acusaciones difundieron que los judíos habían causado la enfermedad envenenando deliberadamente los pozos. Las multitudes europeas atacaron los asentamientos judíos en toda Europa. Para el año 1351, 60 comunidades judías importantes y 150 comunidades judías más pequeñas habían sido destruidas y habían ocurrido más de 350 masacres por separado.
Según Joseph P. Byrne, las mujeres también sufrieron persecucines durante la Peste Negra. Las mujeres musulmanas en El Cairo se convirtieron en chivos expiatorios cuando estalló la peste. Byrne escribe que en 1438 que el sultán de El Cairo fue informado por sus abogados religiosos que la llegada de la plaga era el castigo de Alá por el pecado de la fornicación y que de acuerdo con esta teoría, se estableció una ley que establecía que las mujeres no se les permitió hacer apariciones públicas ya que pueden tentar a los hombres al pecado. Byrne describe que esta ley solo se levantó cuando «los ricos se quejaron de que sus sirvientas no podían comprar comida».

### Religión
La Peste Negra golpeó a los monasterios muy duro debido a su proximidad con los enfermos que buscaron refugio allí. Esto dejó una grave escasez de clérigos después del ciclo epidémico. Finalmente, las pérdidas fueron reemplazadas por miembros del clero entrenados apresuradamente e inexpertos, muchos de los cuales sabían poco de los rigores de sus predecesores. Se abrieron nuevos colegios en las universidades ya establecidas y el proceso de capacitación se aceleró. La escasez de sacerdotes abrió nuevas oportunidades para que las mujeres  laicas asuman funciones de servicio más amplias y más importantes en las parroquias locales.

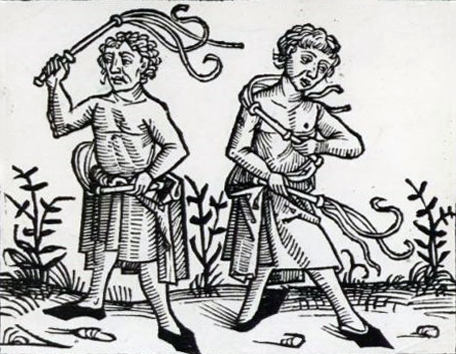
Grabado en madera de flagelantes (Nuremberg Chronicle, 1493)

Los  flagelantes practicaron el auto azotamiento para expiar los pecados. El movimiento se hizo popular después de la Peste Negra. Puede ser que la participación posterior de los flagelantes en el hedonismo fuera un esfuerzo para acelerar o aplacar la ira de Dios, para acortar el tiempo que otros sufrieron. Lo más probable es que el foco de atención y popularidad de su causa contribuyó a la sensación de que el mundo en sí estaba terminando y que sus acciones individuales no tenían ninguna consecuencia.
Los reformadores raramente apuntaban a fallos por parte de la Iglesia al manejar la catástrofe.

## Impacto cultural

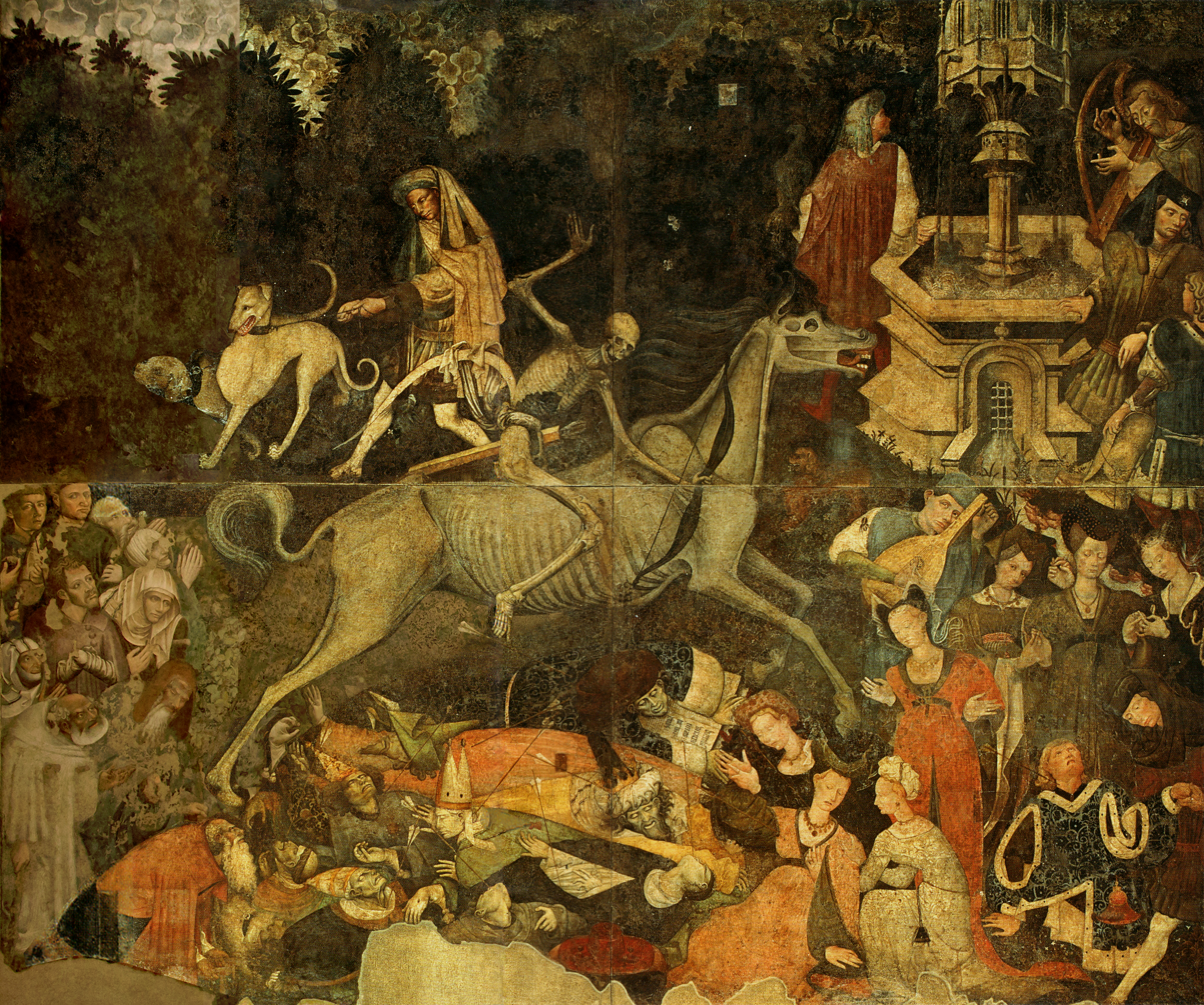
El triunfo de la muerte (1446)

La Peste Negra tuvo un profundo impacto en el arte y la literatura. Después de 1350 la cultura europea en general se volvió muy morbosa. El estado de ánimo general era de pesimismo y el arte barroco se oscureció con las representaciones de la muerte. La imagen generalizada de la «danza de la muerte» mostró la muerte, en forma de un esqueleto, eligiendo víctimas al azar. Muchas de las representaciones más gráficas provienen de escritores como Giovanni Boccaccio y Petrarca. Peire Lunel de Montech, que escribía alrededor de 1348 en un estilo de letra largamente pasado de moda, compuso los siguientes sirvientes dolorosos «Meravilhar no s. Devo pas las gens» durante el apogeo de la peste en Toulouse:

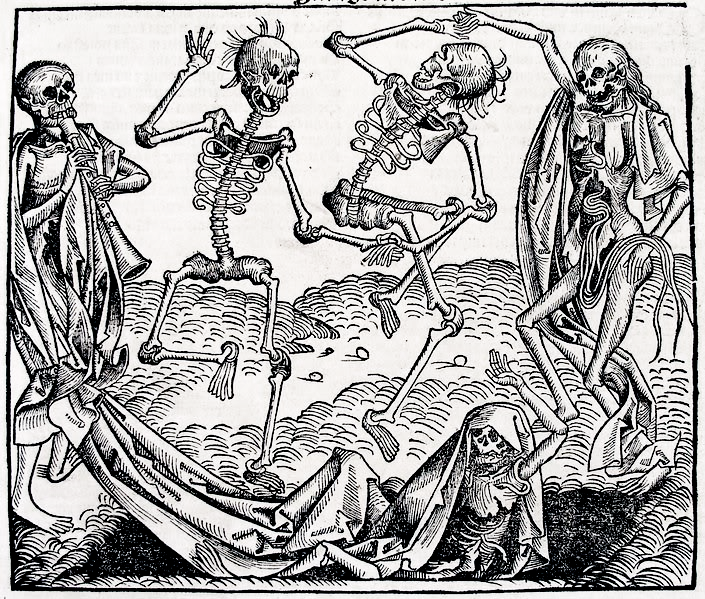
Danse Macabre de la Crónica de Nuremberg (1493)

Murieron por cientos, tanto de día como de noche, y todos fueron arrojados en ... zanjas y cubiertos de tierra. Y tan pronto como esas zanjas se llenaron, se cavaron más. Y yo, Agnolo di Tura ... enterré a mis cinco hijos con mis propias manos ... Y murieron tantos que todos creyeron que era el fin del mundo.

Boccaccio escribió:

¡Cuántos hombres valientes, cuántas mujeres hermosas, desayunan con sus parientes y la misma noche cenan con sus antepasados en el otro mundo! La condición de la gente era lamentable de contemplar. Se enfermaron por miles a diario y murieron sin ayuda y sin ayuda. Muchos murieron en la calle, otros murieron en sus casas, lo dieron a conocer por el hedor de sus cuerpos podridos. Los cementerios consagrados no bastaron para el entierro de la vasta multitud de cuerpos, que fueron colmados por cientos en enormes trincheras, como bienes en una bodega de barcos y cubiertos con un poco de tierra.

### Medicina
Aunque la Peste Negra destacó las deficiencias de la ciencia médica en la época medieval, también dio lugar a cambios positivos en el campo de la medicina. Como describió David Herlihy en La muerte negra y la transformación del oeste, se hizo más hincapié en las «investigaciones anatómicas» posteriores a la peste negra. La forma en que los individuos estudiaron el cuerpo humano cambió notablemente, convirtiéndose en un proceso que se ocupó más directamente del cuerpo humano en diversos estados de enfermedad y salud. Además, en este momento, la importancia de los cirujanos se hizo más evidente.
Una teoría presentada por Stephen O'Brien dice que la Peste Negra es probablemente responsable, a través de la selección natural, de la alta frecuencia del defecto  genético «CCR5-Δ32» en personas de ascendencia europea. El gen afecta la función de las  células T y proporciona protección contra el  VIH, la viruela y posiblemente la peste, aunque, por último, no hay explicación de cómo podría existir eso. Esto, sin embargo, ahora se cuestiona dado que se ha encontrado que el gen CCR5-Δ32 es muy común en las muestras de tejido de la Edad del Bronce.

### Arquitectura
La Peste Negra también inspiró a la arquitectura europea a moverse en dos direcciones diferentes: Una en un renacimiento de los estilos grecorromanos que, en piedra y pintura, expresaban el amor de Petrarca por la antigüedad, y otra,  una mayor elaboración del  estilo gótico. Las iglesias medievales tardías tenían estructuras impresionantes centradas en la verticalidad, donde los ojos se dibujan hacia el techo alto. El estilo gótico básico se renovó con una decoración elaborada a finales del período medieval. Los escultores de las ciudades-estado italianas emularon el trabajo de sus antepasados romanos, mientras que los escultores del norte de Europa, sin duda inspirados por la devastación que habían presenciado, dieron paso a una mayor expresión de emoción y un énfasis en las diferencias individuales. Un duro realismo surgió en la arquitectura como en la literatura. Aparecieron imágenes de tristeza intensa, cadáveres en descomposición e individuos con fallas y virtudes. Al norte de los Alpes, la pintura alcanzó un pináculo de realismo preciso con la pintura holandesa temprana de artistas como Jan van Eyck (c. 1390- por 1441). El mundo natural se reprodujo en estas obras con meticuloso detalle cuyo realismo no era diferente a la fotografía.